# スカーレット・ディーバ
『スカーレット・ディーバ』（原題: Scarlet Diva）は、2000年に製作されたイタリアの映画。ダリオ・アルジェントの娘のアーシア・アルジェントが、監督・脚本・出演を務めている。

## キャスト
※括弧内は日本語吹替
- アンナ・バッティスタ：アーシア・アルジェント（朴璐美）
- カーク・ヴェインズ：ジーン・シェパード
- ヴェロニカ：ヴェラ・ジェンマ（英語版）
- ピエール：ファビオ・カミール
- ミスター・パー：ジョー・コールマン
- ケルー：ルーチェ・カポネグロ・セラン
- アーロン：ハーバート・フリッチェ
- ジェーバード：ジャスティニアン・フォーリー
- ルーク：ヴァネッサ・クレイン
- マルゲリータ：フランチェスカ・ダローヤ（英語版）
- ハッシュ・マン：スクーリー・ディー
- ハミッド：アレッサンドロ・ヴィラーリ
- 映画監督：デイヴィッド・ブランドン
- ヴェッシィ医師：レオ・グロッタ（英語版）（広瀬正志）
- ジャーナリスト：パオロ・ボナチェリ
- アンナ（少女時代）：グロリア・ピロッコ（木村美佐）
- アリョーシャ：エドアルド・セルヴァディオ
- アンナの母：ダリア・ニコロディ
- セレン

## 製作
2017年10月のインタビューで、プロデューサーが主人公アンナを暴行しようとする場面は、元映画プロデューサーのハーヴェイ・ワインスタインによって自身が受けた性的暴行事件をモデルにしているとアーシアが明かした。1997年にパーティーへの招待という名目でワインスタインのホテルに招かれたアーシアは、マッサージするよう求められ、次にオーラルセックスを強要された。何度も止めるよう頼んだが、その都度ワインスタインに言い寄られ、遂に彼に屈して合意の上でセックスしてしまった。本編中、アンナが映画出演の契約を仄めかされ、ホテルの一室でプロデューサーから追い詰められる場面がそうである。アーシアはこの時のインタビューで「現実と違う所は、映画の中では私が逃げ延びた点ね。あの暴行事件の当時、まだ21歳の私は映画プロデューサーの彼に逆らう勇気がなかったの」と語った。『スカーレット・ディーバ』が公開されたあと、ワインスタインは自分がモデルの人物が出ていることを認識し、アーシアに「申し訳ない」と謝罪したという
。
女性器にペニスが入っているところは明確に映っていないものの、アーシアは作中のセックスシーンは疑似ではなく実際に行なったと、インデックスマガジン社のインタビューで語っている。「そう、セックスシーンは本物よ。挿入すること自体には興味がなかったけど、実際のセックスが役者の顔や身体に何をもたらすのか、それを見せることに興味があったの」。また、この映画の撮影中は製作を務めた父ダリオと叔父のクラウディオに守られ、批判されることは決してなかったが、唯一アーシアが獣姦をやりたいと言った時は許可してもらえなかったという。

## 評価
『スカーレット・ディーバ』は2001年のブルックリン映画祭で最優秀新人監督賞を受賞した。
しかし2000年の公開期間中はほとんど注目されず、イタリアの興行成績は期待外れに終わった。だがアーシアは低評価に臆することなく 「批評家たちは私の失敗を待っていたのよ。私は魅力的な人生を送ってきたけど、人々はそんな私の成功を羨んでいるようだったわ。彼らはそれがクソになるのを待ちきれなかったのよ」と話した。
。